# Мельцево
Мельцево — деревня в Любимском районе Ярославской области Российской федерации.
С точки зрения административно-территориального устройства входит в состав Троицкого сельского округа. Входит в состав Воскресенского сельского поселения.

## География
Деревня расположена в Любимском районе на берегу реки Поволозка. Ближайшие населённые пункты — Троица, Василево, Поляна, Мартьяново, Плетенево, Охлопково расположены на расстоянии 1-2 км. Расстояние до районного центра города Любима 14 км, до областного центра города Ярославля 107 км, до столицы России города Москва равно 356 км.

## Население
По данным Всероссийской переписи населения 2010 года в деревне проживало 18 человек.
| 2007 | 2010 |
| ---- | ---- |
| 26   | ↘18  |